# 짐 카

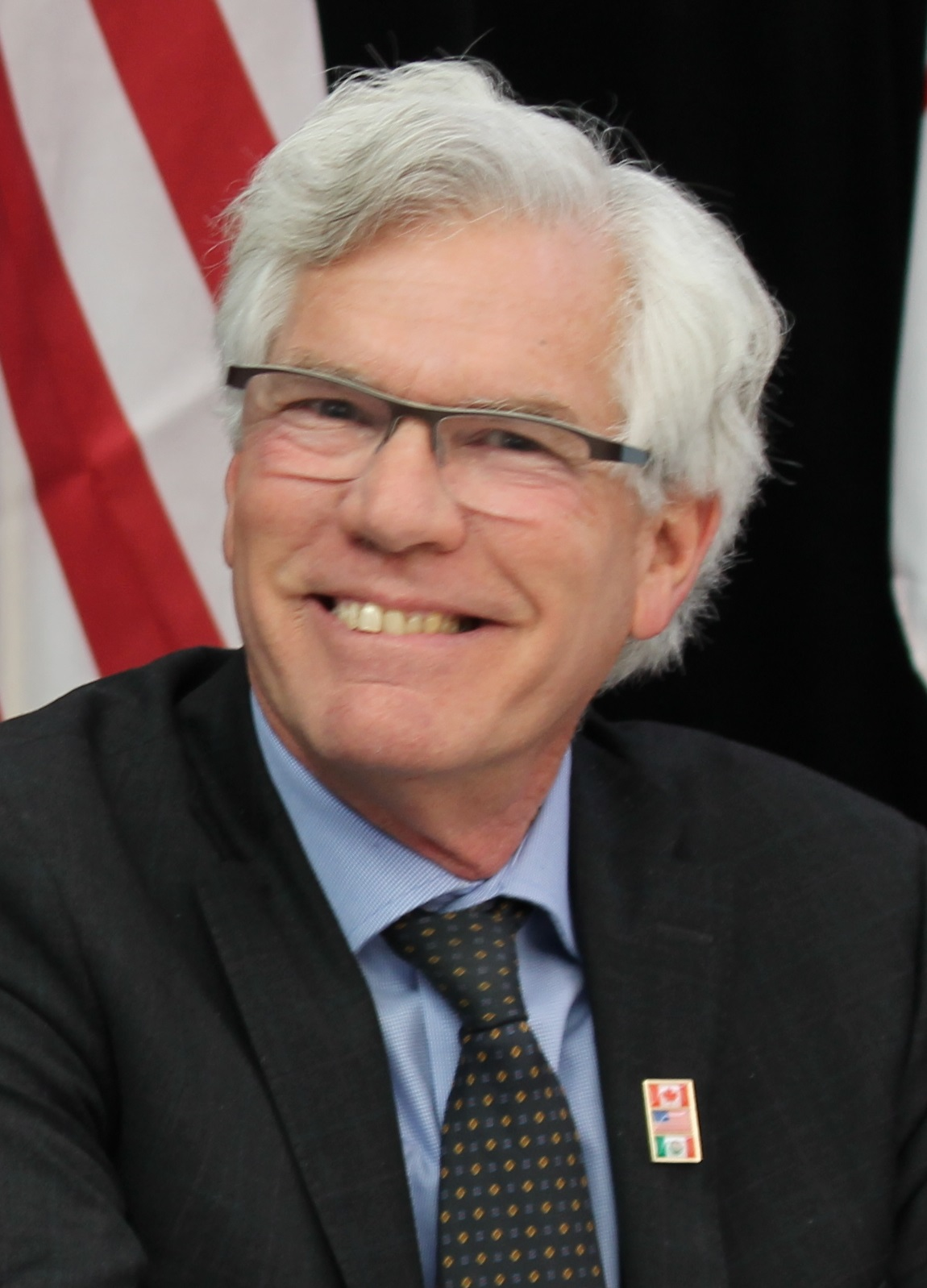
짐 카(2016년)

제임스 고든 카(영어: James Gordon Carr, 1951년 10월 11일~2022년 12월 12일)는 캐나다의 정치인이다. 그는 2015년부터 2018년까지 자원부 장관을 지냈고, 2018년부터 2019년까지 국제무역부 장관을 지냈다. 암에 걸려 사임을 하였다가 다시 트뤼도 정부의 멤버로 활동했었다. 그는 UBC와 맥길 대학교에서 수학하였다. 2022년 12월 12일 71세의 나이로 사망하였다.